# Tomahawk (Wisconsin)
Tomahawk é uma cidade localizada no estado norte-americano de Wisconsin, no Condado de Lincoln.

## Demografia
Segundo o censo norte-americano de 2000, a sua população era de 3770 habitantes.
Em 2006, foi estimada uma população de 3718, um decréscimo de 52 (-1.4%).

## Geografia
De acordo com o United States Census Bureau tem uma área de
22,9 km², dos quais 19,3 km² cobertos por terra e 3,6 km² cobertos por água. Tomahawk localiza-se a aproximadamente 442 m acima do nível do mar.

## Localidades na vizinhança
O diagrama seguinte representa as localidades num raio de 44 km ao redor de Tomahawk.